# Forever (serie televisiva 2018)
Forever è una serie televisiva ideata da Alan Yang e Matt Hubbard ed interpretata da Fred Armisen e Maya Rudolph.
La prima stagione è stata interamente distribuita su Amazon Video dal 14 settembre 2018.

## Trama
Oscar e June vivono una vita comoda ma prevedibile nella periferia di Riverside, in California. Per 12 anni hanno avuto le stesse conversazioni, mangiato gli stessi pasti e preso piacevoli vacanze nella stessa casa sul lago affittata. Ma quando June parla con Oscar per scuotere le cose con un viaggio di sci, la coppia si ritrova in un territorio completamente sconosciuto.

## Personaggi e interpreti

### Principali
- Oscar Hoffman, interpretato da Fred Armisen, doppiato da Luigi Rosa.
- June Hoffman, interpretata da Maya Rudolph, doppiata da Luisa Ziliotto.

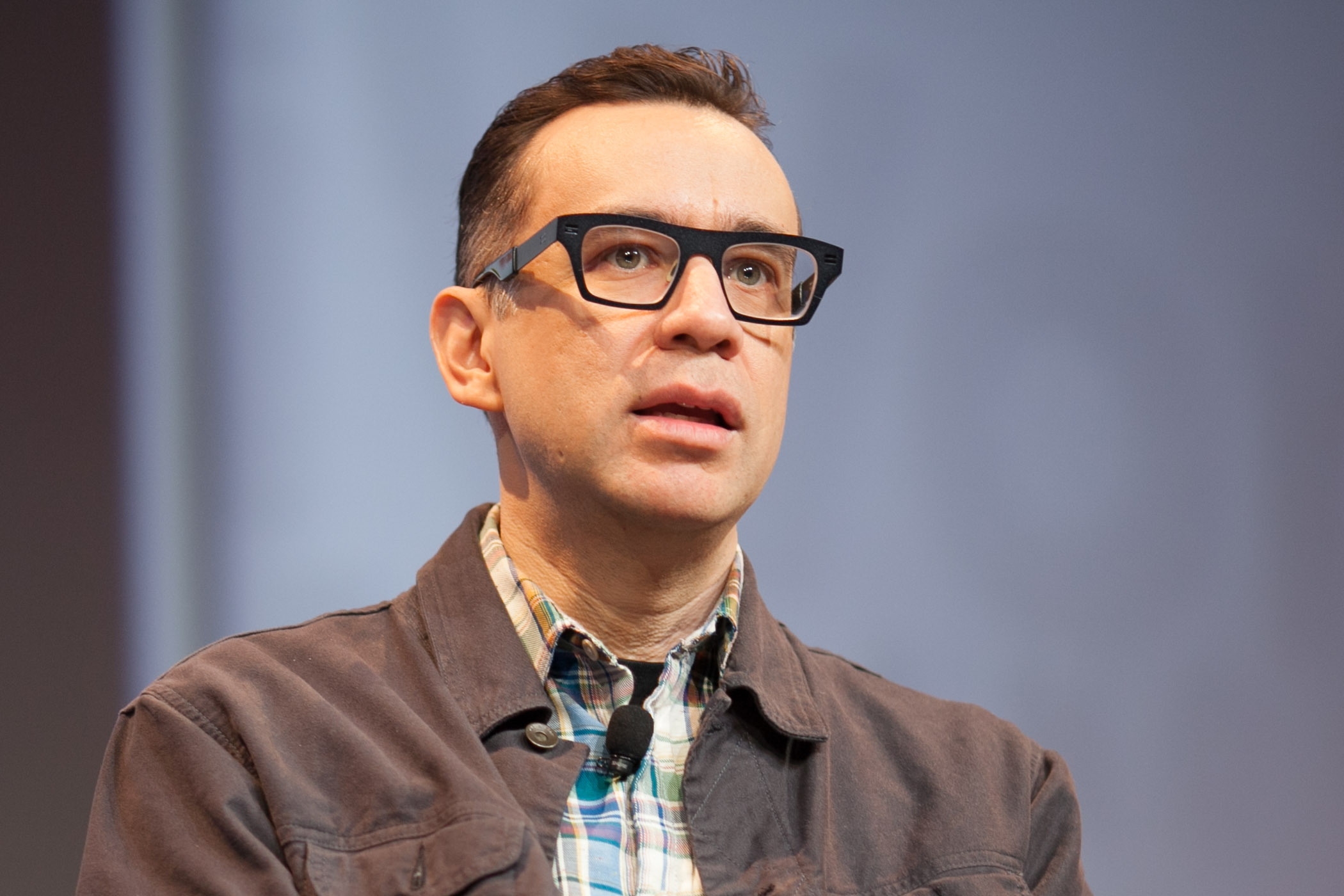
Fred Armisen interpreta Oscar
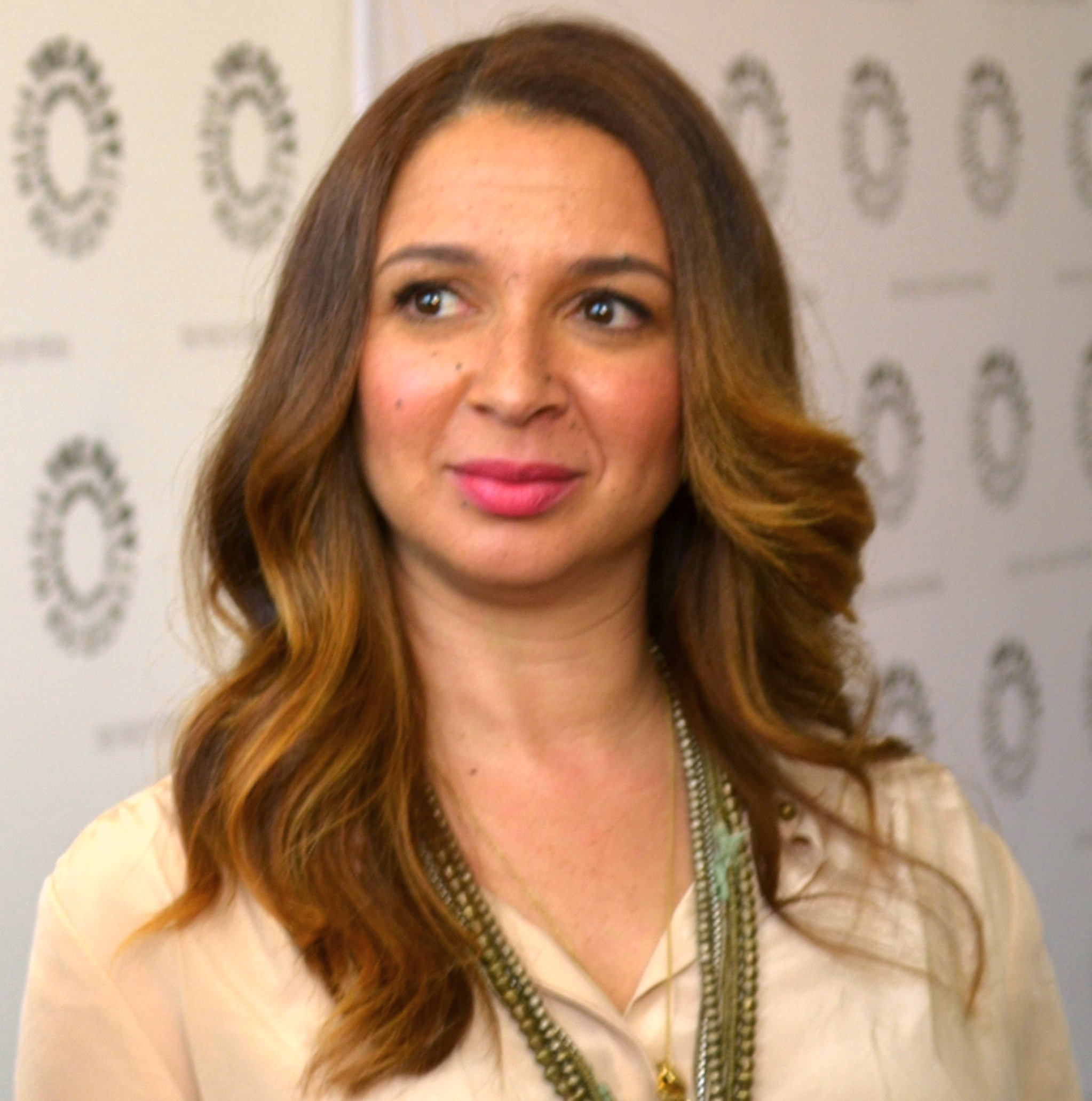
Maya Rudolph interpreta June

### Ricorrenti
- Kase, interpretata da Catherine Keener, doppiata da Marina Thovez.
- Mark Erickson, interpretato da Noah Robbins, doppiato da Manfredi Mo.
- Mrs. Nakajima, interpretata da Sharon Omi.
- Sharon, interpretata da Kym Whitley, doppiata da Dania Cericola.
- Jim, interpretato da Charles Emmett.
- Josiah, interpretato da Cooper Friedman, doppiato da Luca Cortese.
- Il viaggiatore, interpretato da Peter Weller, doppiato da Mario Zucca.
- Marisol, interpretata da Julia Ormond, doppiata da Maddalena Vadacca.
- Gregory, interpretato da Obba Babatundé.

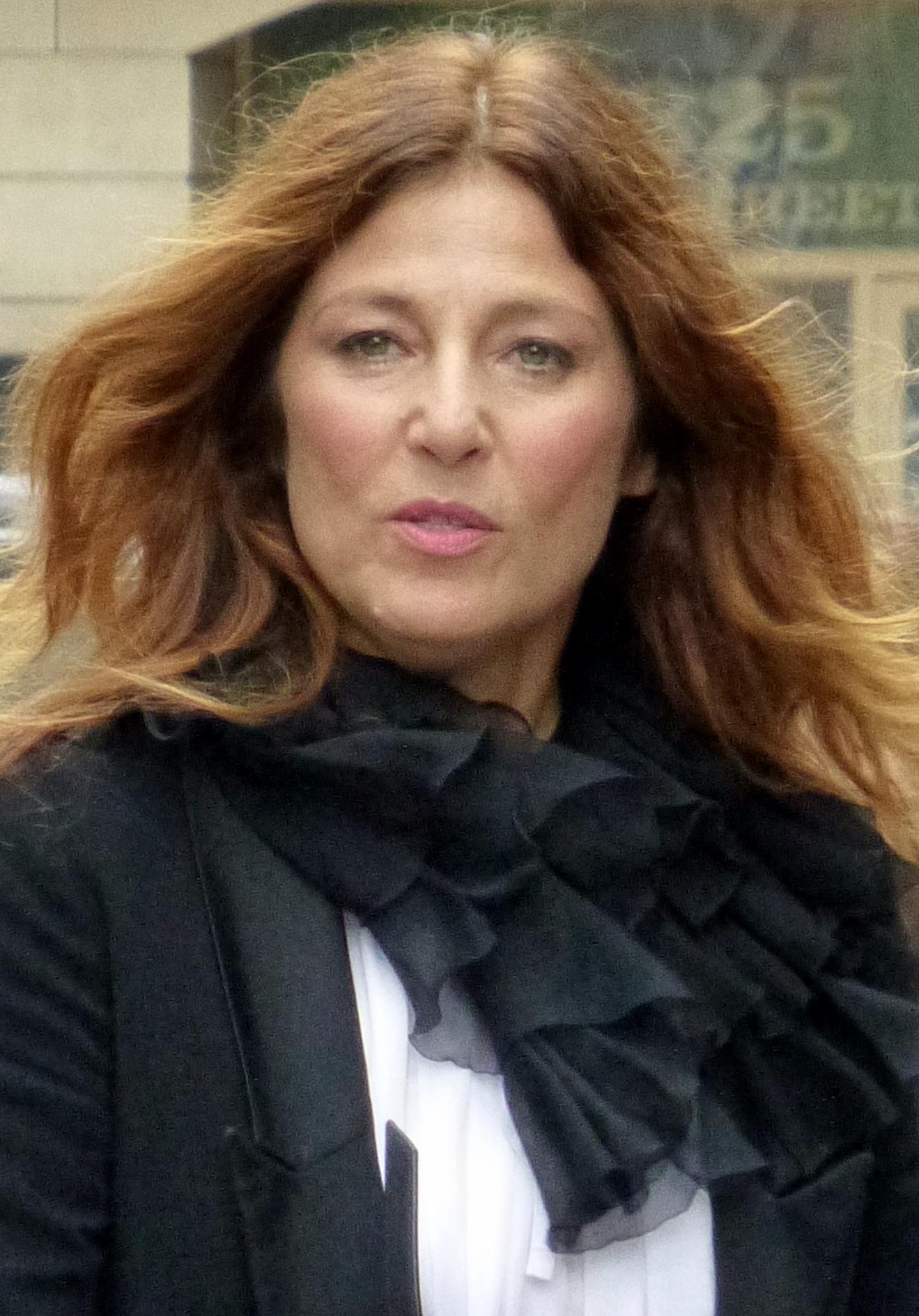
Catherine Keener interpreta Kase
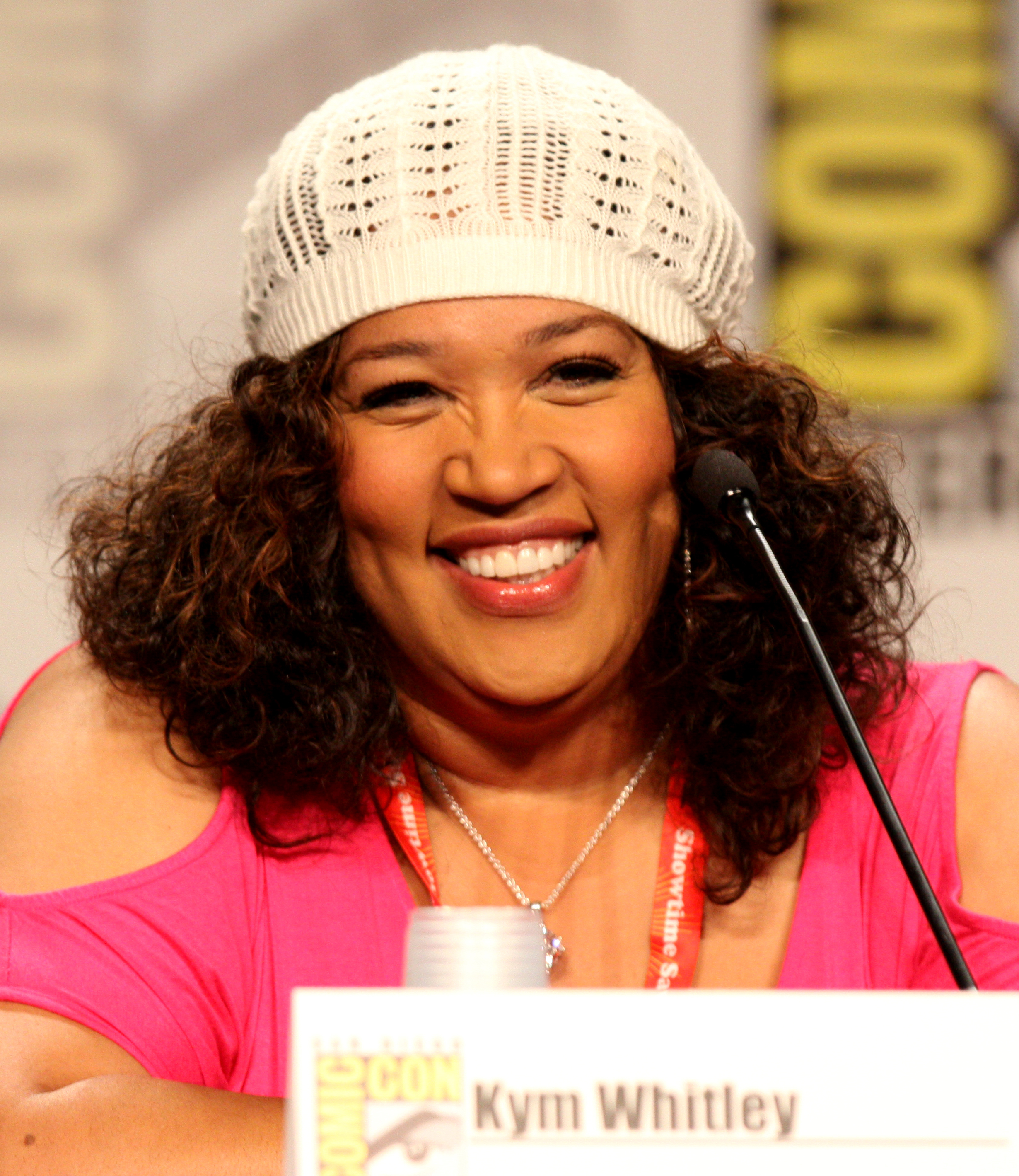
Kym Whitley interpreta Sharon
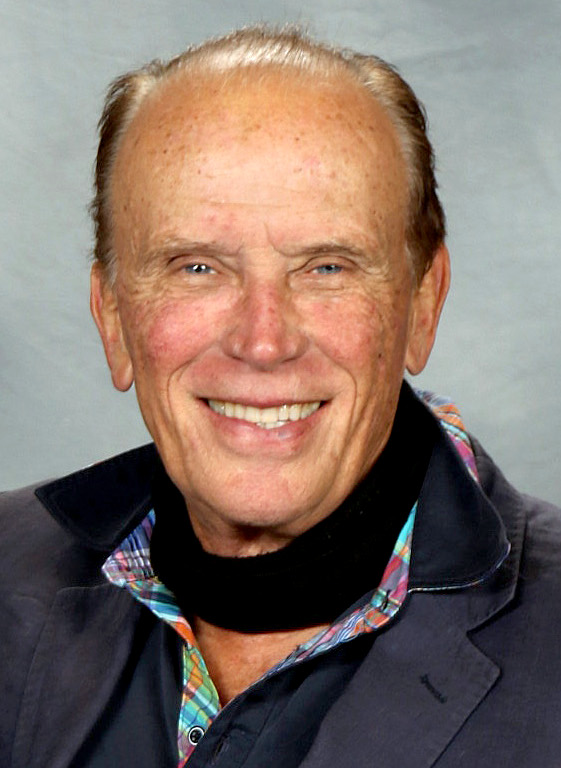
Peter Weller interpreta Il viaggiatore
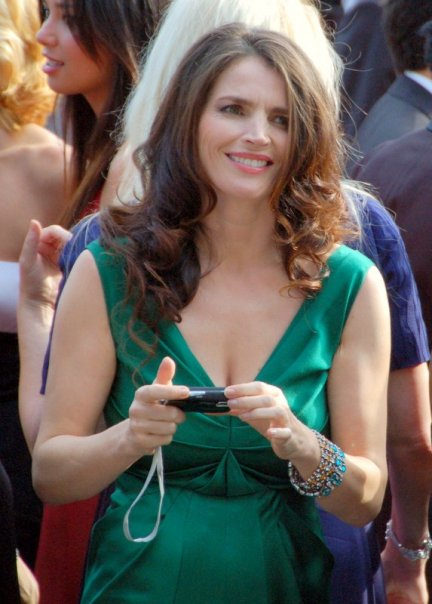
Julia Ormond interpreta Marisol

## Episodi
| Stagione       | Episodi | Pubblicazione USA | Pubblicazione Italia |
| -------------- | ------- | ----------------- | -------------------- |
| Prima stagione | 8       | 2018              | 2018                 |

## Produzione

### Sviluppo
L'8 settembre 2017, Amazon aveva ordinato una prima stagione completa. Il 21 dicembre 2017, viene annunciato che la serie verrà distribuita nel 2018, mentre il 2 agosto è stato annunciato che la serie verrà distribuita dal 14 settembre 2018.

### Casting
Accanto all'annuncio della serie iniziale, è stato riferito che Fred Armisen e Maya Rudolph sarebbero stati i protagonisti della serie. Il 1º dicembre 2017, Catherine Keener entrò nel cast ricorrente.

## Promozione
Il 2 agosto 2018 è stato rilasciato il primo trailer ed il poster ufficiale della serie.

## Accoglienza

### Critica
La serie è stata accolta molto positivamente dalla critica. Sull'aggregatore di recensioni Rotten Tomatoes ha un indice di gradimento del 93% con un voto medio di 7,12 su 10, basato su 14 recensioni. Il commento del sito recita: «Forever è un'immersione delicatamente straziante e mirabolante nella noia del matrimonio, elevata dall'abbagliante abbandono di una silenziosa disperazione di Maya Rudolph». Su Metacritic, invece, ha un punteggio di 79 su 100, basato su 17 recensioni.